# Prunus lanata
Prunus lanata là loài thực vật có hoa trong họ Hoa hồng. Loài này được (Sudw.) Mack. & Bush miêu tả khoa học đầu tiên năm 1902.